# Tjoelejaevrie
Tjoelejaevrie är en sjö i Strömsunds kommun i Jämtland och ingår i Ångermanälvens huvudavrinningsområde. Sjön har en area på 0,115 kvadratkilometer och ligger 769,5 meter över havet. Tjoelejaevrie ligger i Frostvikenfjällen Natura 2000-område.